# Frauengrund
Frauengrund ist ein Gemeindeteil der Gemeinde Bessenbach im unterfränkischen Landkreis Aschaffenburg in Bayern.

## Geographie
Der Weiler liegt zwischen Keilberg und Unterbessenbach in der Gemarkung von Keilberg, nahe der Bundesautobahn 3, die Frankfurt am Main und Aschaffenburg mit Würzburg verbindet. Über die Staatsstraße 2307 besteht Verbindung zur Autobahn-Anschlussstelle Bessenbach/Waldaschaff. In Frauengrund befindet sich das gleichnamige Gewerbegebiet.

## Geschichte
Im Jahr 1735 wurde im Einwohnerverzeichnis des Pfarrers angegeben, dass im Frauengrund 18 Menschen leben. Ab 1803 gehörte der Weiler zum Distrikt Schweinheim im Fürstentum Aschaffenburg. Frauengrund wurde 1848 der Gemeinde Keilberg angegliedert. Diese ist seit dem 1. Januar 1972 ein Teil der Gemeinde Bessenbach.